# Culicoides torreyae
Culicoides torreyae är en tvåvingeart som beskrevs av Wirth och Blanton 1971. Culicoides torreyae ingår i släktet Culicoides och familjen svidknott.
Artens utbredningsområde är Florida. Inga underarter finns listade i Catalogue of Life.